# Saint-Lô-d'Ourville
Saint-Lô-d'Ourville foi uma comuna francesa na região administrativa da Normandia, no departamento Mancha. Estendia-se por uma área de 10,63 km². Em 2010 a comuna tinha 530 habitantes (densidade: 49,9 hab./km²).
Em 1 de janeiro de 2019, passou a formar parte da nova comuna de Port-Bail-sur-Mer.